# هايتيل
هايتيل (بالانجليزية: Hightail)، هي خدمة سحابية تتيح للمستخدمين إرسال الملفات واستلامها وتوقيعها رقميًّا ومزامنتها. تأسست في عام 2004.
كان تركيز الشركة في وقت مبكر على مساعدة المستخدمين على إرسال الملفات التي كانت كبيرة جدًا بالنسبة للبريد الإلكتروني؛ بدأت في إضافة ميزات ومكونات إضافية للشركات في عام 2007. نمت الخدمة بسرعة، وجمعت الشركة 49 مليون دولار من التمويل بين عامي 2005 و2010. يمكن الآن استخدام الخدمة عبر الويب أو عميل سطح المكتب أو الأجهزة المحمولة أو من داخل تطبيقات الأعمال باستخدام البرنامج المساعد هايتل.
في مايو 2015، أطلقت الشركة مساحات هايتيل، المصممة لتشجيع المحترفين المبدعين من تصور الفكرة إلى التسليم.
في عام 2018، استحوذت OpenText على هايتيل.

## التاريخ
تأسست هايتيل باسم يوسندت انك (.YouSendIt Inc) في عام 2004 من قبل ثلاثة مؤسسين مشاركين: رانجيث كومارام، أمير شيخ وخالد شيخ. في سنواته الأولى، سعى أمير لتحقيق عائدات الإعلانات، وأدار جيمي فيينو تطوير الأعمال، وابتكر فرانسيس التصميم الجرافيكي بما في ذلك الشعار، بينما ركز كوماران على تجربة المستخدم وقام خالد بعمل تقني. بحلول مايو 2004، كان لدى الشركة 300,000 مستخدم وكانت تنمو بنسبة 30 بالمائة كل شهر. في سبتمبر من ذلك العام، استثمرت كامربيان فينتشرز 25,000 دولار. في البداية، اُسْتُخْدِم يوسندت بشكل أساسي لإرسال الملفات الكبيرة، مثل الصور أو الملفات الصوتية، والتي كانت كبيرة جدًا بالنسبة لحدود حجم الملف التي حددها مزودو خدمة البريد الإلكتروني في ذلك الوقت.
جُمع 5 ملايين دولار من التمويل في أغسطس 2005. بعد ذلك كان هناك خلاف بين المؤسسين. وفي غضون بضع سنوات، ترك خالد وأمير شيخ الشركة، بينما بقي كوماران في إدارة المنتجات ودور التسويق. في عام 2011، أقر شيخ بأنه مذنب بارتكاب هجمات الحرمان من الخدمات (DoS) على الموقع الإلكتروني لخدمة يوسندت بين ديسمبر 2008 إلى يونيو 2009.
تولى إيفان كون منصب الرئيس التنفيذي واستمرت يوسندت في جمع ما مجموعه 49 مليون دولار. لقد نمت يوسندت حيث رأى متلقو الملفات كيفية عمل الخدمة، ووصلوا إلى 100,000 عميل و8.5 مليون مستخدم مسجل بحلول مارس 2009. في يناير 2011، استحوذت شركة يوسندت على مطور للوظائف الإضافية لمايكروسوفت أوتلوك Attassa، ومطور تطبيقات آيفون زوش.
في مايو 2012، عُين المدير التنفيذي السابق في AOL وياهو! -براد جارلينجهاوس- كرئيس تنفيذي. أعاد تركيز الشركة على مشاركة الملفات والوصول إلى المستندات عن بُعد، مما يجعلها في منافسة مع شركة دروب بوكس، وشركة بوكس. بدأت هايتيل في الإعلان ضد المنافسين دروب بوكس وبوكس بشعارات مثل «يجب ألا يتم إسقاط ملفاتك أو وضعها في الصندوق».
في يناير 2013، استحوذت يوسندت على Found Software، وهي شركة تطور تطبيق Found for Mac الذي يبحث عن الملفات الموجودة على أجهزة حاسوب ماكنتوش والشبكات المتصلة. في يوليو من ذلك العام، أعلنت يوسندت عن تغيير علامتها التجارية إلى هايتيل، لتمثيل انتقالها إلى ما بعد مشاركة الملفات وإلى خدمات تعاون الملفات. كما تم تقديم تطبيقات جوال جديدة لأجهزة آي أو اس وويندوز، بالإضافة إلى خيار تخزين غير محدود.
في سبتمبر 2013، استحوذت هايتل على adeptCloud، وهي خدمة مشاركة ملفات تركز على الأمان لاستضافة الملفات داخل جدار حماية الشركة. وفي نوفمبر، جمعت هايتيل 34 مليون دولار كتمويل إضافي. استقال براد جارلينجهاوس من منصب الرئيس التنفيذي في سبتمبر 2014، بسبب خلافات مع مجلس الإدارة، وتم استبداله بالمؤسس المشارك رانجيث كوماران.
في فبراير 2018، استحوذت OpenText على هايتيل. في مارس 2018، انتقل موظفو هايتيل إلى مكاتب OpenText في سان ماتيو، كاليفورنيا وتم إيقاف مكتب كامبل.

## المنتجات والخدمات
يقوم مستخدمو خدمة هايتيل بتحميل ملف على خوادم هايتيل، ويتم تزويد المستلمين برابط حيث يمكن تنزيل الملف. يمكن للمستخدمين أيضًا إدارة الملفات في نظام مجلد على الإنترنت، أو إنشاء مجلدات على سطح المكتب يمكنها الوصول إلى التخزين عبر الإنترنت.
بالإضافة إلى الموقع الإلكتروني لهايتيل، يمكن استخدام الخدمة من خلال تطبيقات لنظامي التشغيل ويندوز وماك أو اس، أو من تطبيقات الجوال لأجهزة آي أو اس وأندرويد. هناك أيضًا مكونات إضافية لتطبيقات الأعمال، مثل مايكروسوفت آوتلوك وبريد ياهو!، الذي يسمح للمستخدمين بإرسال الملفات من داخل التطبيق. يمكن توقيع المستندات رقميًا باستخدام هايتيل عبر الماوس أو شاشة اللمس. كما تحتوي الخدمة على ميزة أمان الدفع لكل استخدام ويتم تشفير الملفات المرسلة عبر هايتيل أثناء النقل وأثناء تخزينها على أجهزة أو خوادم مستقلة.
يُباع إصدار المستهلك على أساس freemium، بينما يُباع منتج الأعمال باسم يوسندت للأعمال (YouSendIt for Business)، والذي تم إصداره في الأصل باسم وورك ستريم (Workstream). يتكامل يوسندت للأعمال مع أكتيف دايركتوري ومايكروسوفت شير بوينت. يحتوي إصدار الأعمال على ميزات إضافية لاستخدام الشركات، مثل مسح البيانات عن بُعد على الأجهزة المحمولة، واتفاقيات مستوى الخدمة وعناصر التحكم لمتطلبات الامتثال، مثل HIPAA وPCI.
اعتبارًا من عام 2013، تمتلك الشركة أكثر من 40 مليون مستخدم مسجل، في حوالي 200 دولة. يستخدم معظمهم خدمته المجانية مقابل 2 غيغابايت من السعة التخزينية، بينما يدفع نصف مليون مقابل مساحة تخزين غير محدودة وميزات إضافية.

## إصدارات البرامج
كان يُعرف يوسندت في البداية كطريقة للأفراد لمشاركة الملفات والصور الشخصية على الموقع الإلكتروني ليوسندت. وفي عام 2007، تم إصدار حزمة الشركات التي تحتوي على ميزات الإدارة وإعداد التقارير لمستخدمي الأعمال. في العام التالي، تم تقديم أداة لتضمين يوسندت في مواقع الطرف الثالث، تسمى سايت دروب (SiteDrop).
طوال عام 2008، أضافت يوسندت ملحقات تسمح بإرسال الملفات من خلال يوسندت من داخل التطبيقات كإضافة مثل فاينال كت برو، مايكروسوفت آوتلوك، وأدوبي أكروبات. في مايو من ذلك العام، تم إصدار جديد من ياهو! تضمن البريد يوسندت مدمجًا، والذي أضاف مليون مستخدم على يوسندت خلال الشهرين التاليين. وفي يوليو، قُدِّم نظام إدارة المجلدات عبر الإنترنت الخاص بـيوسندت وميزات التوقيع الرقمي من أجل التنافس مع دروب بوكس. في الشهر التالي، أضافت يوسندت تطبيقات لأجهزة الحاسوب ويندوز وماكينتوش، بالإضافة إلى أجهزة آي أو اس وأندرويد.
في مارس 2012، أصدرت يوسندت منتجًا منفصلاً مخصصًا لمستخدمي الأعمال يسمى وورك ستريم، والذي تمت إعادة تسميته لاحقًا إلى يوسندت للأعمال.

## الاستقبال
مجلة بي سي ماجازين أعطت الخدمة تصنيف 4/5. وجد المراجع، جيفري ويلسون، أن تطبيقه سهل الاستخدام وأشار إلى ميزات التوقيع الرقمي والتخزين السحابي. أبلغ ويلسون عن مشاكل عند محاولة استخدام ميزة التوقيع الرقمي مع الهاتف الذي تم حمله رأسياً وتعرض لأعطال عرضية. أعطت توب تن ريفيوز الخدمة 9.5 من 10، وأشادت بالمنتج للتنزيلات غير المحدودة وإمكانية الوصول من أجهزة الحاسوب أو أجهزة محمولة أخرى. في الاختبارات المعيارية، استغرقت الخدمة سبع دقائق لتحميل ملف بحجم 30 ميغابايت، مقارنة بمتوسط صناعة يبلغ ست دقائق.
وفقًا لمراجعة في Small Business Trends، «من المحتمل أن تكون إحدى أقوى الميزات هي القدرة على توقيع المستندات الرقمية.» الحماية وتتبع الملفات والعلامة التجارية للواجهة، ولكن أشار أيضًا إلى أنه لا يمكن للمستخدمين نسخ أنفسهم على الملفات المرسلة من خلال تطبيق Hightail Outlook. أعجب أحد المراجعين في MacLife بأدوات المزامنة والتعاون الخاصة به، ولكن لديه بعض الشكاوى حول واجهة المستخدم «غير المرغوبة».
بالإشارة إلى منتج «للأعمال»، صرح مستشار الكمبيوتر أن دروب بوكس، لديه تخصيص أفضل، في حين أن يوسندت يتمتع بميزة التكامل مع مايكروسوفت شير بوينت وActive Directory لبيئات الشركات. أجرت مجموعة إستراتيجيات المؤسسة (ESG) مراجعة مقارنة للبائعين في سوق مشاركة الملفات والتعاون في عام 2012. وقد أعطت متوسط درجة من منظور المستخدم النهائي ودرجة أقل قليلاً من المتوسط من منظور المسؤول. لاحظت ESG أن نموذج التسعير كان مكلفًا على أساس كل مستخدم، لكن افتقاره إلى الحدود القصوى أو الرسوم الإضافية جعله في متناول المستخدمين بكثافة. وجد مختبرو ESG أنه سهل وآمن، لكنهم لاحظوا أنه يفتقر إلى ميزات التدقيق وسير العمل لبعض المنافسين.